# Campos rupestres
Os campos rupestres ou rupícolas constituem uma ecorregião definida pelo WWF. São ecossistemas encontrados sobre topos de serras e chapadas de altitudes superiores a 900 m com afloramentos rochosos onde predominam ervas, gramíneas e arbustos, podendo ter arvoretas pouco desenvolvidas.
Em geral, ocorrem em mosaicos, não ocupando trechos contínuos, em áreas de transição entre o Cerrado, a Caatinga e a Mata Atlântica.
Apresentam topografia acidentada e grandes blocos de rochas com pouco solo, geralmente raso, ácido e pobre em nutrientes orgânicos. Em campos rupestres, é alta a ocorrência de espécies vegetais restritas geograficamente àquelas condições ambientais (endêmicas), principalmente na camada herbácea-subarbustiva.
Algumas espécies destacam-se nessa vegetação como: Wunderlichia spp (flor-do-pau), Bulbophyllum rupiculum (orquídea), Xyris paradisiaca (pirecão) e Paniculum chapadense (gramínea). 
Flora: Entre as espécies comuns há inúmeras características xeromórficas (presença de estruturas que diminuem a perda de água), tais como folhas pequenas, espessadas e com textura de couro (coriáceas), além de folhas com disposição opostas cruzadas, determinando uma coluna quadrangular escamosa. 
Ocorrendo juntamente com o Campo Rupestre em altitudes elevadas, existe também o Cerrado Rupestre, que é um subtipo de Cerrado sensu stricto com vegetação arbóreo-arbustiva que ocorre em ambientes rupestres (litólicos ou rochosos) e terrenos bem drenados. Possui cobertura arbórea entre 5% a 20%, altura média de 2 a 4 metros e estrato arbustivo-herbáceo também destacado. As espécies arbóreas-arbustivas concentram-se nas fendas das rochas, sendo muitas, endêmicas.
Eugenius Warming (1867) foi quem pela primeira vez apresentou as vegetações de campos rupestres e de altitude como uma formação à parte do Cerrado e da Mata Atlântica, denominando-os como "höjeste med en alpinsk flora beklædte bjergtopper", ou "topos de montanha mais elevados cobertos por uma flora alpina".
Rizzini (1997) rejeita a distinção entre campos rupestres e campos limpos feita por Magalhães (1966), e interpreta os campos rupestres como campos limpos, preferindo evitar o termo "rupestre", por considerar que nem todos os campos limpos são rupestres.

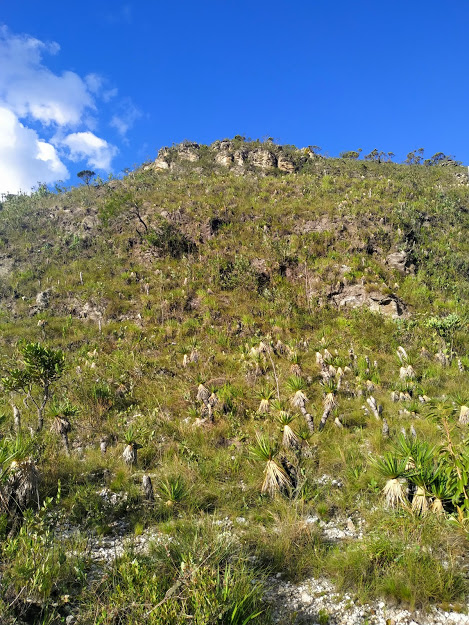
Área de Campo Rupestre na Serra do Cipó, Região Metropolitana de Belo Horizonte (RMBH) - MG.